# Pearcea purpurea
Pearcea purpurea är en tvåhjärtbladig växtart som först beskrevs av Eduard Friedrich Poeppig, och fick sitt nu gällande namn av L.P. Kvist och L.E. Skog. Pearcea purpurea ingår i släktet Pearcea och familjen Gesneriaceae. Inga underarter finns listade i Catalogue of Life.